# Bệnh úa vàng

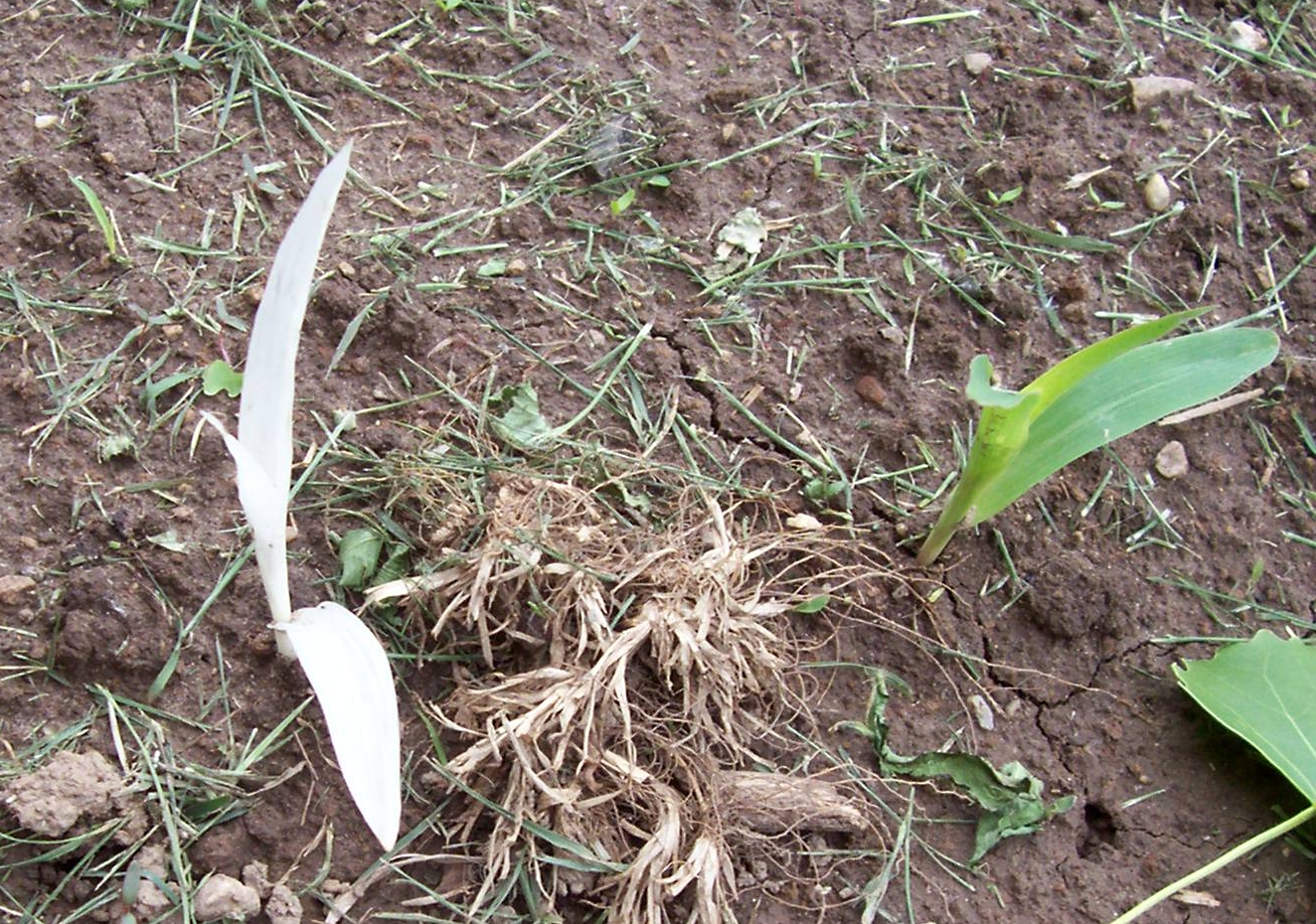
Một cây ngô bị bệnh úa vàng nặng (trái) bên cạnh một cây bình thường (phải)

Trong thực vật học, bệnh úa vàng (tiếng Anh: chlorosis) là tình trạng lá cây sản xuất không đủ chất diệp lục. Bởi vì chất diệp lục có vai trò tạo màu xanh của lá cây, lá bị úa vàng có màu nhạt, vàng hoặc trắng vàng. Cây bị ảnh hưởng có rất ít hoặc không có khả năng sản xuất carbohydrate thông qua quá trình quang hợp và có thể chết trừ khi nguyên nhân gây ra tình trạng thiếu chất diệp lục của nó được điều trị, và nguyên nhân này có thể gây ra những bệnh trên cây gọi là bệnh gỉ sắt, mặc dù một số cây bị úa vàng, chẳng hạn như biến dị bạch tạng ppi2 của Arabidopsis thaliana, vẫn có thể ổn nếu được bổ sung đường sucrose.
Từ chlorosis có nguồn gốc từ tiếng Hy Lạp khloros nghĩa là "vàng lục", hay "xanh nhạt".
Trong nghề trồng nho, triệu chứng phổ biến nhất của thiếu dưỡng chất ở nho làm rượu là lá chuyển vàng do bệnh úa vàng và theo đó là mất diệp lục tố. Nó thường thấy ở các đất trồng nho chứa nhiều đá vôi chẳng hạn như các vùng làm loại rượu vang Barolo của Ý ở Piedmont, vùng làm rượu vang Rioja ở Tây Ban Nha và các vùng sản xuất Champagne và rượu vang Burgundy ở Pháp. Trong những loại đất trồng nho này thường phải bổ sung thêm sắt cho đủ vì sắt là chất cần thiết để tạo diệp lục.

## Nguyên nhân

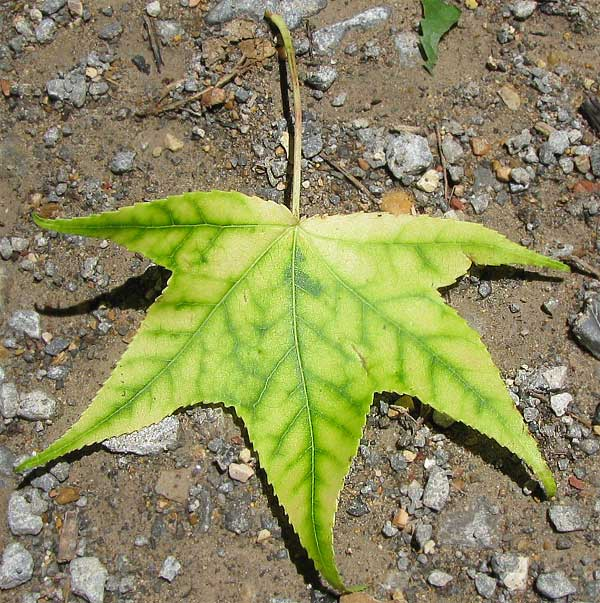
Một lá Liquidambar bị úa vàng ở giữa các gân lá.

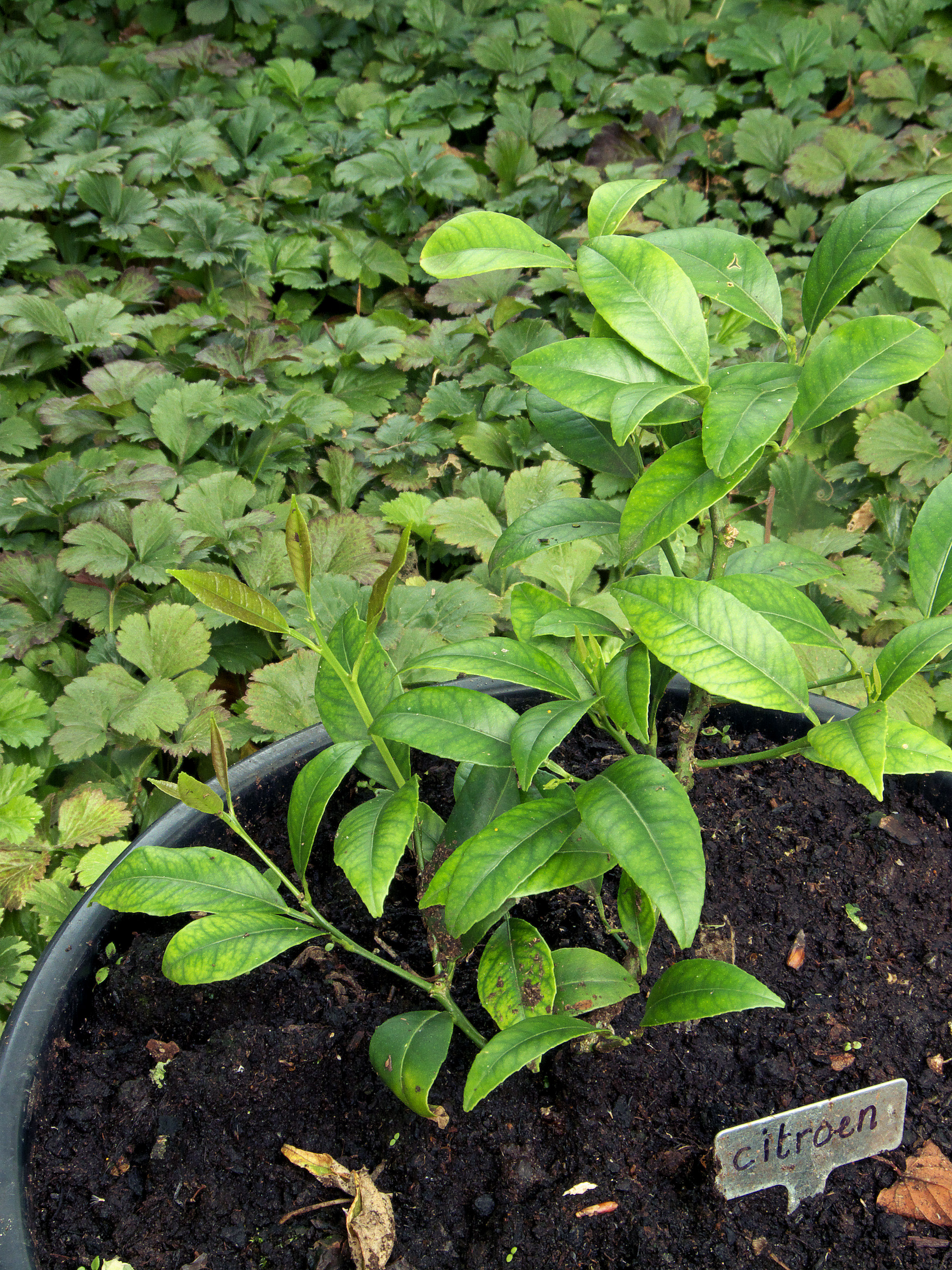
Cây thanh yên bị úa vàng.

Nguyên nhân gây bệnh úa vàng là do lá thiếu những dưỡng chất để tổng hợp diệp lục mà chúng cần. Nó có thể bao gồm nhiều yếu tố:
- Thiếu khoáng chất trong đất, chẳng hạn như sắt,[3] magnesi hoặc kẽm.[4]
- Thiếu nitơ và/hoặc protein.[4]
- pH đất làm cho rễ không hấp thụ được các khoáng chất.[5]
- Thoát nước kém (rễ bị úng nước).[5]
- Rễ bị hỏng và/hoặc bị nén.[5]
- Thuốc trừ sâu và đặc biệt là thuốc trừ cỏ có thể gây ra bệnh úa vàng, tác động đến cỏ dại và đôi khi cả cây trồng.[6]
- Nhiễm lưu huỳnh dioxide.[7]
- Thương tổn do ô nhiễm ozon ở cây nhạy cảm.[8]
- Sự xuất hiện của vi khuẩn gây bệnh, chẳng hạn như Pseudomonas syringae pv. tagetis có thể gây úa vàng toàn bộ họ Cúc.[9]
- Nhiễm nấm, chẳng hạn như bakanae.

Tuy nhiên, tình trạng cụ thể có sự khác biệt giữa các loại cây. Ví dụ, đỗ quyên phát triển tốt nhất trong đất chua và lúa không bị hại trong đất ngập nước.

## Phương pháp điều trị
Sự thiếu hụt chất dinh dưỡng cụ thể (thường bị làm nặng thêm bởi độ pH của đất cao hơn), do đó có thể được điều chỉnh bằng cách bổ sung sắt, dưới dạng chelate hoặc sunfat, magnesi hoặc nitơ trong thông qua các kết hợp khác nhau.